# 夢回綠園
《夢回綠園》是日本漫畫家那州雪繪創作的日本漫畫作品。於白泉社少女漫畫雜誌《花與夢》1986年至1991年期間進行連載。單行本全11卷。1991年至1993年推出OVA。2008年7月改編成電視劇版。

## 劇情簡介
蓮川一也考進其兄長蓮川一弘過去所讀的名校『綠都學園』，但此時一弘卻和一也暗戀的女孩堇結婚，深受打擊的一也決定搬去綠都學園的學生宿舍『綠林寮』……

## 登場人物

### 主要登場人物
蓮川一也（配音：佐佐木望；梁偉德（香港）／演：井澤勇貴）
男主角，次男，初登場時，高校1年級。自幼父母雙亡，由哥哥扶養長大。暗戀的初戀情人是哥哥的老婆。哥哥結婚時，搬進綠都學園的男生宿舍『綠林寮』。個性很老實常常被兩位學長坑著玩，
池田光流（配音：岩田光央；蘇強文（香港）／演：三浦力）
綠林寮的宿舍長。鋼鐵般的臉皮，不論臉上受什麼傷都可幾秒內瞬間修復。很有人旺人脈及人緣。老家是開寺廟。
如月瞬（配音：坂本千夏；鄭麗麗（香港）／演：鈴木拡樹）
一也的室友。外貌似女生。長男，家中是開旅館的。有一個弟弟及年幼的妹妹。
手塚忍（配音：關俊彦；鄺樹培（香港）／演：佐藤雄一）
綠都學園的學生會長。光流的室友。內心小腹黑。老家相當富有，被認定為優秀的繼承人選。

### 主要登場人物的家屬
蓮川一弘（配音：井上和彦；黎偉明（香港）／演：大口兼悟）
一也的哥哥，畢業於綠都學園。現在是綠都學園的校醫。
蓮川堇（配音：島本須美；黃麗芳（香港）／演：福井裕佳梨）
舊姓木谷，一弘的妻子。一弘大學時代的學妹。
手塚渚（配音：鶴弘美；盧素娟（香港）／演：中丸シオン）
忍的姐姐。女王樣典型的性格。常帶著一群穿著黑衣的手下。
手塚旭
忍的哥哥，較忍年長8歲。離家出走。

### 其他的綠林寮宿舍生
古澤進一郎（配音：堀內賢雄／演：長尾浩志）
前綠林寮的宿舍長。常把重型機車抬進宿舍內。
藤掛達郎（配音：千葉一伸／演：加藤康起）
渡邊由樹（配音：伊倉一壽／演：川本稜）
栃澤弘（配音：綠川光／演：一慶）
坂口榮也（配音：檜山修之／演：中田祐矢）
野山知道（配音：置鮎龍太郎／演：春原陽）

### 其他
新田美惠子（配音：深津繪里／演：戶松遙）
人氣偶像歌星。本名新井田美惠。
五十嵐巳夜（配音：本多知惠子；沈小蘭（香港）／演：吉倉あおい）
一也的女友，漫畫後期登場。
小泉典馬（配音：山口勝平／演：標永久）
原為五十嵐巳夜之母所認定的五十嵐巳夜的男友。
六條倫子（配音：松井菜櫻子／演：小橋めぐみ）
原為手塚旭的未婚妻。

## 出版書籍

### 單行本
| 集數 | 白泉社         | 白泉社             |
| 集數 | 發售日期       | ISBN               |
| ---- | -------------- | ------------------ |
| 1    | 1987年1月25日  | ISBN 4-592-11424-8 |
| 2    | 1987年7月25日  | ISBN 4-592-11425-6 |
| 3    | 1988年1月25日  | ISBN 4-592-11426-4 |
| 4    | 1988年9月25日  | ISBN 4-592-11427-2 |
| 5    | 1989年2月25日  | ISBN 4-592-11428-0 |
| 6    | 1989年6月25日  | ISBN 4-592-11429-9 |
| 7    | 1989年11月25日 | ISBN 4-592-11430-2 |
| 8    | 1990年9月25日  | ISBN 4-592-12178-3 |
| 9    | 1991年1月25日  | ISBN 4-592-12179-1 |
| 10   | 1991年5月25日  | ISBN 4-592-12180-5 |
| 11   | 1991年10月25日 | ISBN 4-592-12181-3 |

### 愛藏版
| 集數 | 白泉社        | 白泉社             |
| 集數 | 發售日期      | ISBN               |
| ---- | ------------- | ------------------ |
| 1    | 1996年8月31日 | ISBN 4-592-13836-8 |
| 2    | 1996年8月31日 | ISBN 4-592-13837-6 |
| 3    | 1996年9月30日 | ISBN 4-592-13838-4 |
| 4    | 1996年9月30日 | ISBN 4-592-13839-2 |

### 白泉社文庫
| 集數 | 白泉社         | 白泉社             | 解說     |
| 集數 | 發售日期       | ISBN               | 解說     |
| ---- | -------------- | ------------------ | -------- |
| 1    | 2000年12月20日 | ISBN 4-592-88174-5 | 望月智充 |
| 2    | 2000年12月20日 | ISBN 4-592-88175-3 | 藤田香織 |
| 3    | 2001年3月20日  | ISBN 4-592-88176-1 | 関俊彦   |
| 4    | 2001年3月20日  | ISBN 4-592-88177-X | 印口崇   |
| 5    | 2001年6月20日  | ISBN 4-592-88178-8 | 窪田僚   |
| 6    | 2001年6月20日  | ISBN 4-592-88179-6 | 岩田光央 |

## OVA

### 製作團隊
- 原作 - 那州雪絵
- 監督、腳本、分鏡 - 望月智充
- 人物設計、作畫監督 - 後藤真砂子
- 美術監督 - 小林七郎
- 色彩設定 - 一瀬美代子
- 攝影監督 - 池上元秋（第1話）、沖野雅英（第2話以降）
- 音響監督 - 本田保則
- 音效師 - 関口和之（南方之星）
- 音樂 - 永田茂
- 製作人 - 桜井裕子、上梨みつお（第2話為止）、本間道幸（第2話以後）
- 動畫製作 - Pierrot Project（第2話為止）、Studio Pierrot（第3話以後）
- 製作協力 - Studio Pierrot（第2話為止）、亜細亜堂
- 製作 - 勝利音樂產業、Pierrot Project（第2話為止）

### 主題曲
主題（片尾曲）「ノーブランド・ヒーローズ」（第1話 - 第5話）
作詞 - 及川眠子 / 作曲・編曲 - 坂本洋 / 歌 - 坂本千夏
片尾曲「君を好きでよかった」（第6話）
作詞 - まさごろ / 作曲 - 椰子の実かちる / 編曲 - 大城静乃 / 歌 - 林朝美
插入曲「ここはグリーン・ウッド」（第3話）
作詞 - 松尾由紀夫 / 作曲・編曲 - 坂本洋 / 歌 - 坂本洋
插入曲「めざせバルセロナ」（第6話）
作詞 - 青島雪男 / 作曲 - 関口和之 / 編曲・歌 - 坂本洋

### 各話列表
1. 珍愛你的日常（汝の日常を愛せよ）
2. 渚的狂想曲（渚狂走曲）
3. 校慶參賽作品「這裡是魔王之森」（学園祭出品作“ここは魔王の森”）
4. 光流與幽靈？綠林寮之幻影（光流とゴースト〜緑林寮の幻）
5. 喜歡上你真好（前篇）（君を好きでよかった（前編））
6. 喜歡上你真好（後篇）（君を好きでよかった（後編））

## 電視劇
2008年7月以《夢回綠園〜青春男子寮日誌〜》為標題，於TOKYO MX在內的11個電視台播放。

### 製作人員
- 企画：夏目公一朗、藤原正道、布川郁司、安田正樹、船田晃
- 製作：植田益朗、篠原廣人、釜秀樹、本間道幸、太布尚弘
- 製作人：佐藤成俊、石井佑佳、加藤智浩、平山幸、染谷正陽、森田昌泰、牛田直人
- 系列構成：藤咲あゆな
- 腳本：藤咲あゆな、大知慶一郎、笹野恵
- 音樂製作人：増島由美子、外村敬一
- 音樂：渡辺剛
- 攝影：菊池亘（J.S.C）
- 照明：井上幸男
- 美術：平井淳郎
- 錄音：西岡正巳
- VE：谷川克己
- 裝飾：越賀あや
- 副監督：山岸一行
- 制作担当：佐藤大樹
- 編輯：山岸宏一
- MA/選曲：東是生
- 場記：田中小鈴
- 選角：稲垣るみ
- VFX/視覺効果：日本映像Creative
- 視覺效果監察：豊直康（日本映像Creative）
- 視覺效果調整：杉木信章（日本映像Creative）
- 動作指導：AC工廠（冨田昌則、新上博巳）
- 技術：映広
- 後期製作：音響ハウス
- 旁白：岩田光央
- 服裝協力：Kazu Project、ConBaffi NONNINO、Tetra Dish Company
- 特別協力：HONDA、Adidas Japan
- 監督：本多幹祐、清水俊文、熊澤誓人、會田望
- 制作公司：General Entertainment
- 製作：「夢回綠園」製作委員会（Aniplex、索尼音樂娛樂、東宝、Pierrot、Movic、Entertainment Plus、電通）

### 主題曲
片頭曲「Dream Runner」
作詞：貴水博之、作曲・編曲：淺倉大介、歌：access（Sony Music Associated Records）
片尾曲「naissance」
作詞：野口圭、作曲：田中隼人、編曲：馬場一嘉、歌：戸松遥（Music Ray'n）
插入曲
（第3話、第12話）
作詞・作曲：LANCE、RYO、編曲：YANAGIMAN、歌：ONE☆DRAFT（Sony Music Associated Records）
（第8話）
作詞：那州雪絵、作曲：山本正之、歌：蓮川一也（演：井澤勇貴）（劇中歌協力 flying DOG/JVC Entertainment）
（第8話、第12話）
作詞：小磨、作曲：白戸佑輔、編曲：つみしときまく、歌：新田美恵子（演：戸松遥）
第11話作為主題曲來使用。
（第9話、第11話）
作詞：井上秋緒、作曲・編曲：浅倉大介、歌：池田光流（演：三浦力）（aniplex）
（第10話）
作詞：井上秋緒、作曲・編曲：浅倉大介、歌：手塚忍（演：佐藤雄一）（aniplex）
（第12話）
作詞：井上秋緒、作曲・編曲：浅倉大介、歌：如月瞬（演：鈴木拡樹）（aniplex）
「REWIND」（第12話）
作詞・作曲：川上直子、編曲：奥村益生、歌：戸松遥（Music Ray'n）
（第13話）
作詞：井上秋緒、作曲・編曲：浅倉大介、歌：蓮川一也（演：井澤勇貴）（aniplex）

### 播放日程
| 各話   | 播放日期（MX） | 標題 | 脚本       | 監督     |
| ------ | -------------- | ---- | ---------- | -------- |
| -      | 7月5日         |      | -          | -        |
| 第1話  | 7月6日         |      | 藤咲あゆな | 本多幹祐 |
| 第2話  | 7月13日        |      | 藤咲あゆな | 本多幹祐 |
| 第3話  | 7月20日        |      | 大知慶一郎 | 清水俊文 |
| 第4話  | 7月27日        |      | 大知慶一郎 | 清水俊文 |
| 第5話  | 8月3日         |      | 笹野惠     | 熊澤誓人 |
| 第6話  | 8月10日        |      | 笹野惠     | 熊澤誓人 |
| 第7話  | 8月17日        |      | 大知慶一郎 | 會田望   |
| 第8話  | 8月24日        |      | 藤咲あゆな | 會田望   |
| 第9話  | 8月31日        |      | 笹野恵     | 清水俊文 |
| 第10話 | 9月7日         |      | 大知慶一郎 | 清水俊文 |
| 第11話 | 9月14日        |      | 笹野惠     | 本多幹祐 |
| 第12話 | 9月21日        |      | 藤咲あゆな | 本多幹祐 |
| 第13話 | 9月28日        |      | 藤咲あゆな | 本多幹祐 |

### 播放電視台
| 播放地區 | 播放電視台   | 播放日期                 | 播放時間                   | 備註     |
| -------- | ------------ | ------------------------ | -------------------------- | -------- |
| 神奈川縣 | 神奈川電視台 | 2008年7月2日 - 9月24日   | 星期三 23時00分 - 23時30分 |          |
| 千葉縣   | 千葉電視台   | 2008年7月3日 - 9月25日   | 星期四 25時00分 - 25時30分 |          |
| 三重縣   | 三重電視台   | 2008年7月3日 - 9月25日   | 星期四 25時35分 - 26時05分 |          |
| 兵庫縣   | SUN電視台    | 2008年7月4日 - 9月26日   | 星期五 25時40分 - 26時10分 |          |
| 京都府   | KBS京都      | 2008年7月4日 - 9月26日   | 金曜 26時30分 - 27時00分   |          |
| 廣島縣   | 中国放送     | 2008年7月4日 - 9月26日   | 金曜 26時40分 - 27時10分   | [ 註 1 ] |
| 福岡縣   | RKB毎日放送  | 2008年7月5日 - 9月27日   | 星期六 26時40分 - 27時10分 | [ 註 2 ] |
| 東京都   | TOKYO MX     | 2008年7月6日 - 9月28日   | 星期日 23時30分 - 24時00分 | [ 註 3 ] |
| 埼玉縣   | 埼玉電視台   | 2008年7月7日 - 9月29日   | 星期一 24時30分 - 25時00分 |          |
| 宮城縣   | 東北放送     | 2008年7月10日 - 10月2日  | 星期四 26時10分 - 26時40分 |          |
| 北海道   | 北海道放送   | 2008年7月12日 - 10月4日  | 星期六 26時10分 - 26時40分 |          |
| 日本全域 | GyaO         | 2008年7月18日 - 10月10日 | 星期五中午更新             |          |

## 舞台劇
2019年7月19日〜28日於東京天王洲 銀河劇場上演。脚本、演出由
ほさかよう負責。

### 演員
- 蓮川一也 - 小西成弥
- 如月瞬 - 大平峻也
- 手塚忍 - 影山達也
- 池田光流 - 長妻怜央
- 羽生 - 平井浩基
- 坂口栄也 - 北乃颯希
- 青木邦久 - 森遼
- 布施直 - 佐野真白
- 栃沢弘 - 笹森裕貴
- 藤掛達郎 - 小田桐咲也
- 渡辺由樹 - 世古口凌
- 蓮川すみれ - 寺崎裕香
- 手塚渚 - 岡田あがさ
- 如月麗名 - 内野楓斗
- 蓮川一弘 - 山田ジェームス武

## 外部連結
- 綠林寮DVD （页面存档备份，存于）－普威爾
- （日語）
- （日語）
- http://www.b-ch.com/cgi-bin/contents/ttl/det.cgi?ttl_c=694 （页面存档备份，存于）（日語）
- http://www.jvcmusic.co.jp/m-serve/ova/greenwood/index.html （页面存档备份，存于）（日語）
- http://www.greenwood-tv.com/ （页面存档备份，存于）（日語）